# Alfabetatze eta Euskalduntze Koordinakundea

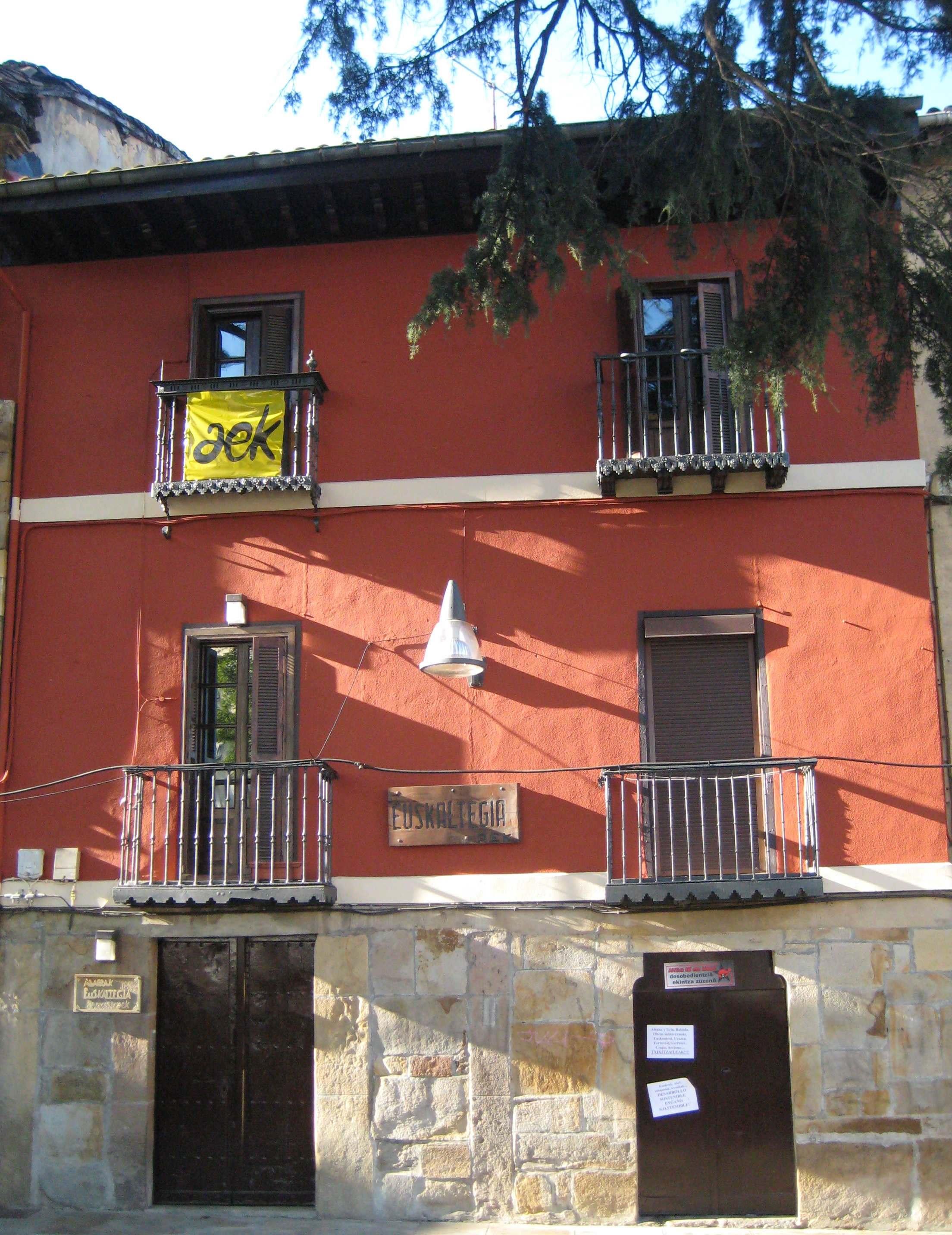
Esuskaltegi Abarrak a Durango, afiliat a AEK

Alfabetatze eta Euskalduntze Koordinakundea (AEK) (en català: Coordinadora d'Alfabetització i Euskaldunització) és una entitat fundada al País Basc el 1965 que es dedica a l'ensenyament de l'euskera a persones adultes. Té milers d'alumnes en els centenars d'euskaltegis situats de llarg a llarg de la geografia basca. Es va crear arran d'una campanya d'ensenyament d'euskera per a adults fomentada per Ricardo Arregui el 1965 per a treballar en el camp de l'alfabetització dels bascoparlants i ensenyar euskera als ciutadans bascos que no coneixen aquest idioma, una tasca que amb el temps es convertiria en l'eix principal de l'activitat de AEK. Es crearen aleshores les gau-eskolak (escoles nocturnes), que fundaren la seva primera associació el 1974. El 1976 adoptaren el nom d'AEK i el 1979 celebraren el seu primer congrés. El 1980 obriren el primer centre a Iparralde. Actualment tenen més de 100 centres arreu d'Euskal Herria amb 600 professors. Cada dos anys celebren la Korrika per a recaptar diners. Un dels seus dirigents més compromesos ha estat Julen Kalzada.